# کتاب نمازنامه عام

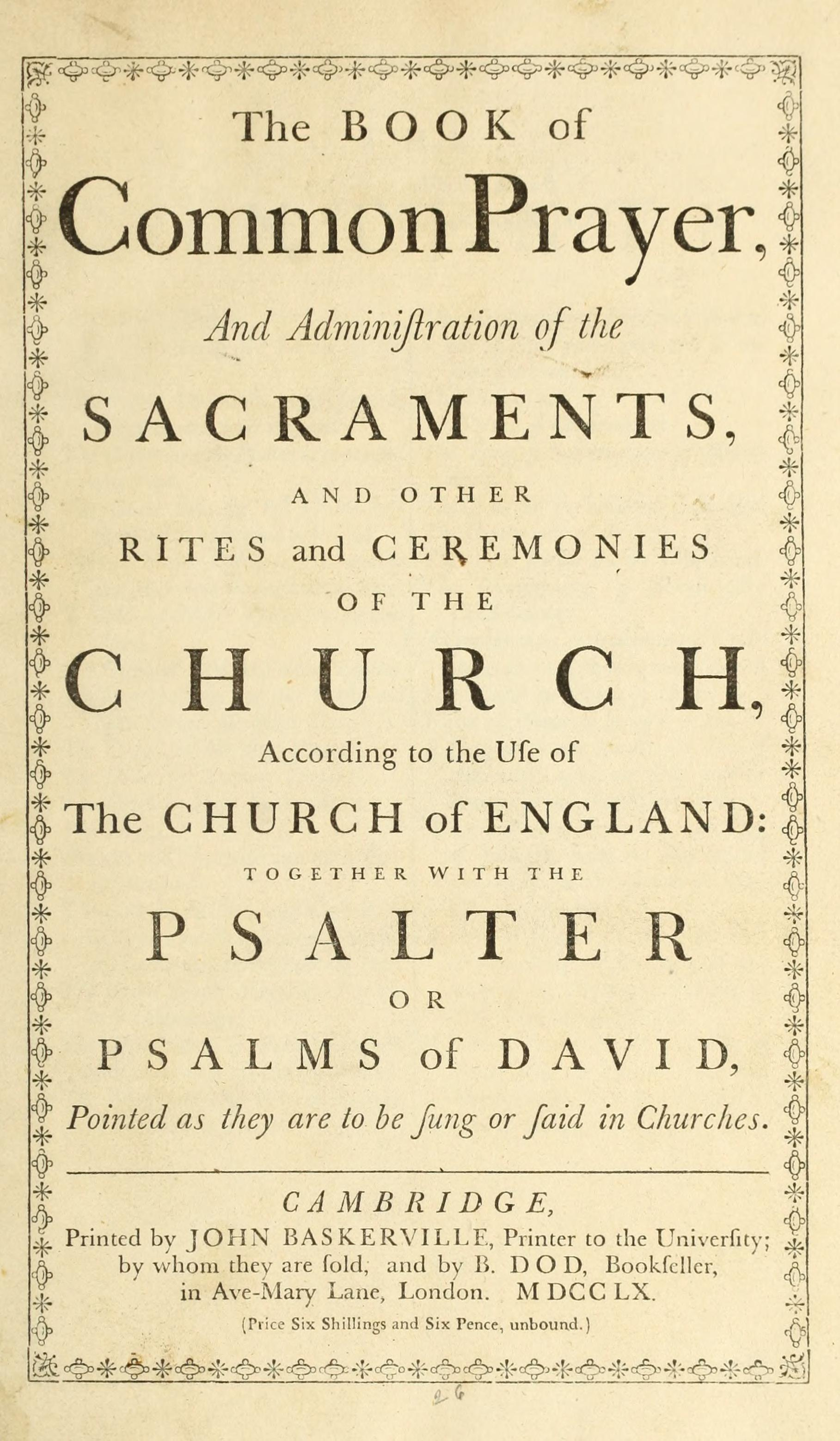
نسخه‌ای از کتاب دعانامه عمومی نسخهٔ ۱۶۶۲ که در سال ۱۷۶۰ به چاپ رسیده‌است.

کتاب دعانامه عمومی یک کتاب دعای مسیحی است که به‌خصوص در بین فرقه‌های انگلیکان مسیحیت رواج دارد. این کتاب اولین بار در سال ۱۵۴۹ و در زمان حکومت ادوارد ششم انگلستان منتشر شد و حاصل بازنویسی متون مسیحی پس از جدایی انگلستان از کلیسای کاتولیک بود.